# Frédéric Jousset
Pour les articles homonymes, voir Jousset.
Frédéric Jousset, né le 3 mai 1970, est un entrepreneur et mécène d'art français, cofondateur en 2000 de Webhelp qu'il revend en 2023 sur une valorisation de 4,8 milliards de dollars. Depuis 2019, il se consacre au mécénat d'art avec sa fondation Art Explora et le fonds d'investissement ArtNova.

## Biographie

### Famille et études
Frédéric Jousset est le fils de Marie-Laure Jousset, conservatrice en chef à Beaubourg, spécialiste du design, et de Hubert Jousset, président de la GEFIP et de l'École normale de musique. Il descend de la famille Prot, dans laquelle se trouvent le racheteur de la parfumerie Lubin en 1858 et l'ancien président du groupe BNP Paribas, Baudouin Prot.
Il sort diplômé d’HEC en 1992. À 23 ans, il fait on service militaire en tant que sous-lieutenant du 6e régiment de parachutistes d'infanterie de marine.

### Carrière
Frédéric Jousset commence sa carrière en 1994 chez L’Oréal pour la marque Kérastase . Quatre ans plus tard, il fonde Clientis SA, basée sur un progiciel de gestion des points de vente pour des réseaux de salons de coiffure ou instituts de beauté. L'expérience n'est pas concluante.
En 1999, avec Olivier Duha, il fonde Webhelp qui devient le premier moteur de recherche francophone à assistance humaine. En 2000, ils opèrent une première levée de fonds de cinq millions d'euros auprès d'Europ@web. En quelques années, Webhelp se transforme en multinationale spécialisée dans l'externalisation de la gestion de l'expérience client,,.
En 2006, Frédéric Jousset fait don d'un million d'euros au musée du Louvre, et finance plusieurs initiatives artistiques et culturelles. En 2012, il crée un nouveau fonds de dotation d'un million d'euros avec le Louvre pour financer des actions en faveur des publics défavorisés. Parallèlement, de 2007 à 2014, il est membre de la Commission des acquisitions du musée du Louvre. Il est fait membre du conseil supérieur du mécénat du Louvre et reçoit la distinction de grand mécène du musée,. De 2016 à 2023, il est administrateur du musée du Louvre.
En 2014, il obtient une concession de 50 ans pour l'hôtel du Relais de Chambord situé en face du Château. La rénovation est effectuée par Jean-Michel Wilmotte et le lieu est rouvert en mars 2018. Il rachète les magazines Beaux Arts magazine en mai 2016, Le Quotidien de l'art en octobre 2017, et investit dans le site de vente d'art en ligne Artsper. En 2018, la ministre de la Culture, Françoise Nyssen, lui confie le pilotage du groupe de travail lié au pass Culture pour les jeunes, responsabilité qu'il obtient, selon Libération, grâce à la conseillère culture de l'Élysée.
En septembre 2023, sa société Webhelp est vendue à Concentrix sur la base d'une valuation de 4,8 milliards de dollars de la société. En 2022, il rachète le groupe Bio Conquête qui regroupe trois fermes et cinq PMEs de l'agroalimentaire, dont les Ducs de Gascogne. En 2024, ce groupe est renommé Quaterra, puis son holding Compagnie financière Jousset prend le contrôle de la société spécialiste de l'étanchéité Smac.

### ArtNova et Art Explora
En 2019, Frédéric Jousset crée le fonds d'investissement ArtNova et la fondation Art Explora. Le fonds ArtNova, doté de 100 millions d'euros, investit dans les industries culturelles et créatives, et reverse 50 % de ses plus-values à la fondation Art Explora pour financer son développement. L'objectif de ce dispositif est de « démocratiser l'art et le rendre accessible à tous »,.
À son lancement, ArtNova regroupe les actifs acquis par Jousset dont les Relais de Chambord, Beaux Arts magazine et Le Quotidien de l'Art, puis poursuit ses investissements dans les secteurs des nouvelles technologies (Emissive en 2020, LaCollection en 2022) et de l'évènementiel (salons Sitem et Museva en 2021, Art Business Conference en 2024). En 2023, ArtNova inaugure l'ouverture du Hangar Y, un ancien entrepôt de ballons dirigeables du XIXè siècle à Meudon et transformé en centre d'art, qui accueille 160.000 visiteurs dans sa première année d'opération.
La fondation Art Explora (reconnue d'utilité publique en 2023) « intervient dans l'angle mort des politiques publiques ou des organismes caritatifs privés pour essayer de diminuer la fracture culturelle ». Le fondation ouvre une résidence d'artistes avec la Cité internationale des arts de Paris (Villa Art Explora à Montmartre) fin 2020, et finance les musées mobiles (MuMo) en partenariat avec le centre Pompidou et le Tate Museum. En mars 2024, la fondation met à l'eau un catamaran géant (47,7m de long, 56m de haut), l'ArtExplorer, le premier bateau-musée au monde, qui accueille le festival itinérant Art Explora lors de ses escales dans quinze pays méditerranéens. En mai 2025, il lance le programme Time Odyssey au Royaume-Uni qui finance 100 000 visites de musées pour les écoliers anglais.

## Autres fonctions
- Colonel de la réserve citoyenne de l'armée de l'air[2]
- 2011-2014 : Président du conseil d'administration de l'École nationale supérieure des beaux-arts de Paris[36]
- 2018-2022 : Président du réseau d'Alumni d'HEC Paris[5], puis président d'honneur à partir de 2021[37]
- 2019-2023 : Administrateur de l'École nationale supérieure des arts décoratifs[38]
- Membre de CroissancePlus, du Founders Forum et de l'association le Siècle

## Décorations
- Grande Étoile de la Gratitude d'Albanie (avril 2025)[39]
- Chevalier de la Légion d'honneur (1er janvier 2019)[40]
- Officier de l'ordre national du Mérite (janvier 2025)[41], nommé chevalier en juin 2010[42]
- Commandeur de l'ordre des Arts et des Lettres (juillet 2014)[43]; nommé chevalier le 14 juillet 2008[44]
- Médaille d'honneur de l'administration pénitentiaire, argent (2009)
- Commandeur de l'ordre du Ouissam alaouite du royaume du Maroc (2009)[45]
- Grand donateur du ministère de la Culture et de la communication (2007)[46]

## Vie privée
Sa fortune professionnelle est estimée à 250 millions d'euros. De confession catholique, il est fervent pratiquant. Jousset est proche du président Emmanuel Macron,.